# Arroyo Santa Ana (Misiones)
El arroyo Santa Ana es un curso de agua de la Provincia de Misiones, Argentina. Nace en la Sierra del Imán y desemboca en el Río Paraná, al oeste del pueblo homónimo.